# Until the End of Time (сингл Тупака Шакура)
«Until the End of Time» — дебютний сингл американського репера Тупака Шакура з його однойменного посмертного альбому 2001 року. У записі пісні взяв участь Р. Л. Гаґґер з R&B-гурту Next. Також існує альтернативна версія з Річардом Пейджем, вокалістом і басистом Mr. Mister. Як семпл використано «Broken Wings» Mr. Mister (1985).

## Відеокліп
Кліп починається інтерв'ю, зробленим після справи про зґвалтування. Відео містить раніше неоприлюднені кадри запису й роботи Тупака у студії та фраґменти з попередніх кліпів, зокрема «All bout U».

## Список пісень
Сторона А
1. «Until the End of Time (Clean Radio Edit)» — 3:58
2. «Until the End of Time (LP Version)» — 4:27

Сторона Б
1. «Until the End of Time (Instrumental)» — 4:11
2. «Until the End of Time (Clean Radio Edit A Cappella)» — 4:14
3. «Until the End of Time (LP A Capella)» — 4:14

## Чартові позиції
| Чарт (2001)                               | Найвища позиція |
| ----------------------------------------- | --------------- |
| Австралія (ARIA)                          | 34              |
| Австрія (Ö3 Austria Top 75)               | 64              |
| Бельгія (Ultratop Flanders)               | 3               |
| Бельгія (Ultratop Wallonia)               | 6               |
| Велика Британія (Official Charts Company) | 4               |
| Нідерланди (Mega Single Top 100)          | 11              |
| Німеччина (Media Control AG)              | 33              |
| США (Billboard Hot 100)                   | 52              |
| США (Hot R&B/Hip-Hop Songs) (Billboard)   | 21              |
| Франція (SNEP)                            | 39              |
| Швейцарія (Media Control AG)              | 24              |
| Швеція (Sverigetopplistan)                | 53              |